# Mahāvihāra
Il monastero di Mahāvihāra ("Il grande monastero" in lingua pāli), fondato in Anurādhapura, Sri Lanka, durante il regno del re Devānaṃpiya Tissa nel III a.C. in occasione della missione del monaco Mahinda, divenne presto il maggior centro della scuola Theravāda in Sri Lanka e, più tardi, dell'India, tanto dal meritarsi l'appellativo di "cittadella dell'ortodossia Theravāda".
Il monaco Vinītadeva (c. 645-715) in una sua opera accenna a tre scuole srilankesi, che sono i Jetavanīa (ossia i monaci del monastero Jetava, che sono i Sāgalika che compaiono nel Mahāvaṃsa), gli Abhayagirivāsin (ossia i monaci del monastero Abhayagiri, che sono i Dhammarucika che compaiono nel Mahāvaṃsa) e i Mahāvihāravāsin (i monaci del monastero Mahāvihāra).
Diversi studiosi hanno ordinato in gruppi di scuole le tante denominazioni che compaiono nei vari documenti epigrafici più antichi pervenutici. In genere queste liste concordano in buona misura. Nello stesso gruppo di scuole sono elencati i Jetavanīa, gli Abhayagirivāsin e i Mahāvihāravāsin, insieme ai Theravādin.
Il pellegrino cinese Xuánzàng riferisce nella sua Cronaca dei regni occidentali (大唐西域記 Dà Táng xīyù jì, redatta tra il 646 e il 648 conservata nel T.D. 2087) di due gruppi di monaci nell'isola di Sri Lanka, e chiama Hīnayāna-Sthavira i Mahāvihāravāsin e Mahāyāna-Sthavira gli Abhayagirivāsin.
Il conflitto tra la comunità del monastero di Mahāvihāra e quella del monastero di Abhayagiri Vihāra e altre scuole singalesi rivali formano il tema portante delle vicissitudini religiose nella storia antica dell'isola.

## La discordia con la comunità del monastero di Abhayagiri
Alla sua fondazione il monastero di Abhayagiri seguiva la stessa dottrinale e la stessa pratica della comunità del Mahāvihāra, ma i rapporti tra le due comunità s'incrinò molto presto. Il fondatore della comunità di Abhayagiri, il monaco Kupikkala Mahā Tissa, che ricevette il monastero come un regalo personale dal re Vaṭṭagāmaṇī Abhaya nel I secolo a.C., era uno dei monaci residenti nel monastero Mahāvihāra, ma accusato di una troppo lasca aderenza alla disciplina monastica fu espulso da questo monastero e si trasferì stabilmente, con un seguito di cinquecento monaci, nel nuovo monastero di Abhayagiri.